# La novia de la Marina
La novia de la Marina es una película en blanco y negro de Argentina dirigida por Benito Perojo sobre el guion de Gregorio Martínez Sierra y Manuel M. Alba que se estrenó el 20 de octubre de 1948 y que tuvo como protagonistas a Susana Freyre, Alberto Bello, Ignacio de Soroa y Nelly Duggan. Es la nueva versión que Perojo ya había filmado en España con el título de Susana tiene un secreto.

## Sinopsis
Un muchacho se aprovecha del sonambulismo de una joven rica para que deje a su novio y se case con él.

## Reparto
- Susana Freyre
- Alberto Bello
- Ignacio de Soroa
- Nelly Duggan
- Luis Rodrigo
- Manolo Díaz
- Tito Climent
- Teresa Pintos
- Iván Grondona
- Alberto de Mendoza
- Susana Campos

## Comentarios
Manrupe y Portela escriben que es una película “acartonada y casi insoportable de ver” en tanto La Nación la consideró “juvenil y muy risueña”.
Calki en El Mundo dijo:

”Frivolidad de segunda mano…Queda sin explicación por qué se utiliza la Marina, además de un complejo engranaje técnico, y un costoso despliegue de producción, en algo tan pequeño.”